# Store Kannikestræde
Store Kannikestræde er en gade mellem Frue Plads og Købmagergade i Indre By i København. Gadens historie er tæt forbundet med Københavns Universitet, og nogle af Københavns ældste bygninger til beboelse kan findes i gaden. Gaden har været gågade siden 1973.
I tilknytning til Store Kannikestræde ligger den korte Lille Kannikestræde som forbindelse til Skindergade.

## Historie
Gadens navn kommer af kannikker, domkapitlets medlemmer der var tilknyttet Vor Frue Kirke for enden af gaden.
Efter Reformationen i 1536 overtog Københavns Universitet Roskilde-bispernes ejendomme nord for kirken, hvorefter husene i Store Kannikestræde blev benyttet som boliger for universitetets professorer. Den mangeårige professor Ole Worm, der boede med sin familie på hjørnet af Store Kannikestræde og Fiolstræde, indrettede et museum med kuriosa i sit hjem i første halvdel af 1600-tallet.
I begyndelsen af 1700-tallet havde universitetet 11 boliger for professorer. De gik imidlertid alle til sammen med resten af husene i gaden under Københavns brand 1728. Fem af dem blev genopbygget i 1735, mens de andre seks ikke blev genopbygget før 1750'erne. Bygningerne blev alle tegnet af Joachim Frederik Ramus, der var professor i matematik. De var af betydelig størrelse og rummede hver en bolig, hvilket viste professorernes høje sociale status på den tid.
23. maj 1973 blev Store Kannikestræde gågade sammen med Købmagergade og Rosengården.

## Kendte bygninger og beboere
Tre af Københavns ældste bygninger til beboelse kan findes i gaden. Regensen blev grundlagt af Christian 4., men det er dog kun de to nederste etager langs østsiden af gaden, der er fra den oprindelige bygning fra 1623. Delen på vestsiden af gaden gik tabt under branden i 1728, men blev genopbygget i 1749. Den tredje etage blev tilføjet i 1777. Elers Kollegium i nr. 9 blev bygget i 1705 efter tegninger af den kongelige bygmester Johan Conrad Ernst. Interiøret blev ødelagt under branden i 1728, men blev genskabt af Johan Cornelius Krieger i 1730. Borchs Kollegium i nr. 12 blev ødelagt af branden i 1728 og igen under Københavns bombardement i 1807. Den nuværende bygning blev færdiggjort i 1825 efter tegninger af Peder Malling, der også stod for universitetets hovedbygning på Frue Plads.
Professorgården i nr. 11 blev bygget i 1753 som boliger for professorer. Andre fredede bygninger i gaden tæller nr. 6, nr. 8 fra 1730'erne, nr. 11, nr. 13 og nr. 15 fra 1829.
På nr. 19's facade er der opsat en mindeplade for Ernst Henrich Berling, der grundlagde et trykkeri på stedet i 1734 og i 1749 avisen Kjøbenhavnske Danske Post Tidender, nu Berlingske. Over indgangen til nr. 15 er der opsat et relief af telegrafdirektøren og sangskriveren Peter Faber, der boede i bygningen fra 1845.